# Veronica bordzilowskii
Veronica bordzilowskii là một loài thực vật có hoa trong họ Mã đề. Loài này được Juz. miêu tả khoa học đầu tiên năm 1949.